# 航空航天工程词汇表
本文旨在提供一份尽可能完整的有关航空航天工程及相关领域的术语列表，按条目对应的英文词组排序。

## A
- 绝对湿度——气象学概念
- 绝对值
- 加速度——速度的大小和/或方向隨時間變化的速率
- 作用量——物理量
- 空气动力学——主要研究物體在空氣中運動時所產生的各種力
- 航空学
- 航空工程
- 气球——填充气体的袋状物
- 副翼
- 飞机——动力推动、有固定翼的飞行器
- 翼型
- 气闸
- 飞艇——维基媒体消歧义页
- 反照率
- 风速计
- 攻角
- 角动量——描述物体转动状态的物理量
- 角速度
- 反气旋——由高壓中心形成的渦旋
- 近日点
- 展弦比
- 小行星——沿近圆或椭圆轨道环绕太阳运行，没有彗星活动特征，直径从米级到几百公里级的岩质小天体
- 天体力学

## B
- 气球——填充气体的袋状物
- 航向
- 伯努利原理——瑞士流體物理學家丹尼爾·伯努利於1738年出版他的理論
- 双椭圆转移
- 引气
- 火箭助推器
- 边界层
- 浮力——向上浸入流体中物体重量的向上作用力

## C
- 质心——质量中心的简称
- 压力中心 (流体力学)
- 翼弦
- 驾驶舱——航空器特定區域
- 彗星——冰冷的小太陽系天體
- 压缩 (物理)
- 计算流体力学
- 动量守恒——不受外力作用的孤立系统总动量保持不变
- 控制工程
- 载人飞船
- 临界马赫数

## D
- 损伤容限
- 挠度
- 形变
- ΔV——测量改变轨迹的做功量
- 三角翼
- 密度——单位
- 导数——函数的瞬间变化率
- 兩面角
- 位移
- 阻力——物體在流體中相對運動所產生與運動方向相反的力
- 阻力系数
- 阻力方程
- 延展性——物质的一种机械性质

## E
- 地球大气层——地球引力作用下大量气体聚集在地球周围所形成的包层
- 偏近点角
- 离心率矢量
- 椭圆偏微分方程——椭圆型偏微分方程，简称椭圆型方程，一类重要的偏微分方程。早在1900年D.希尔伯特提的著名的23个问题中，就有三个问题是关于椭圆型方程与变分法的。八十多年来，椭圆型方程的研究获得了
- 尾翼
- 湍流——一种广泛存在于自然界和工程技术领域的流体流动状态
- 运动方程——刻划系统运动的物理参量所满足的方程或方程组
- 欧拉角
- 欧洲航天局——致力於探索太空的跨政府組織
- 膨胀循环

## F
- 疲劳 (材料)
- 固定翼飞机——利用固定機翼产生的升力飛行的航空器，包括有动力的飞机和无动力的滑翔机
- 襟翼——航空器的一个组成装置
- 飞行操纵面
- 飞行管理系统
- 浮杆
- 流体——承受剪應力時會發生連續變形的物體
- 流体动力学——流体力学分支，从动力学观点研究作为连续介质的流体在力作用下的运动规律及其与周边结构的相互作用
- 流体力学——力学分支，研究在各种力作用下流体介质运动和平衡的规律，特别是研究流体与固体、流体和流体之间的相互作用
- 流体静力学
- 飞行管理系统
- 力——物体之间使物体加速或变形的相互作用，为物理学使用最广泛的基本概念之一
- 自由落体
- 机身
- 飞翼

## G
- 银河——太陽系所處的星系
- 燃气发生器循环
- 地球静止轨道
- 地球同步轨道——运行周期等于地球自转周期的顺行人造地球卫星赤道轨道。
- 滑翔比
- 滑翔机——不依靠动力装置飞行的重于空气的固定翼航空器
- 全球定位系统——衛星導航系統
- GPS——衛星導航系統
- 万有引力常数
- 引力弹弓——利用天體引力改變飛行器軌道和速度
- 重力——物質間的吸引力

## H
- 霍尔效应推进器
- 热屏蔽
- 直升机——由依靠動力驅動的水平旋轉旋翼提供升力飛行的航空器
- 航空史
- 霍曼转移轨道
- 缺氧 (医学)

## I
- 仪表着陆系统——著陸的地面視覺輔助
- 行星际旅行
- 星际旅行——维基媒体消歧义页
- 离子推进器
- 印度空间研究组织——印度航天机构

## J
- 喷气发动机

## K
- 开普勒行星运动定律——物理定律
- 动能——物体由于机械运动而具有的能量
- 风筝——使用绳线系着并放飞在空中的物品
- 库塔条件

## L
- 着陆器
- 着陆
- 起落架
- 拉格朗日力学——物理學
- 拉格朗日点——三体问题中，第三个小质量体能在两种大质量天体间的五个特定的相对力稳定点。
- 发射窗口
- 前缘
- 升力
- 升力系数
- 液体燃料
- 液体火箭推进剂
- 盘旋 (航空学)
- 近地轨道——環繞地球的軌道，海拔160公里至2,000公里
- 阿波罗登月舱

## M
- 马赫数——速率單位，1馬赫等於1倍音速
- 磁帆
- 磁等离子体动力推进器
- 质量——用來描述物理學中物質的絕對量
- 米每秒
- 惯性矩——维基媒体消歧义页
- 动量——描述物体平动的物理量
- 运动——需要體力、智慧與技巧的比賽或競技
- 多级火箭

## N
- 国家航空咨询委员会
- NASA——美國負責航空事業的政府機構
- 牛顿 (单位)——描述力的物理公制单位
- 牛顿万有引力定律——牛頓發表的經典力學定律
- 牛顿运动定律——牛顿在《自然哲学的数学原理》中提出的关于物体运动的三个基本规律
- 喷嘴

## O
- 轨道——维基媒体消歧义页
- 轨道离心率——天体物理学中的名称
- 轨道要素——天体力学中确定物体轨道所必要的参数
- 轨道倾角
- 轨道力学
- 轨道交点——天文學概念
- 轨道周期

## P
- 平行轴定理
- 寄生阻力
- 垂直轴定理
- 俯角
- 等离子体——物質狀態之一
- 进动
- 压力——表示壓力作用效果的物理量
- 压力高度
- 挤压循环——液体火箭发动机动力循环的一种形式
- 螺旋桨
- 推进

## R
- 雷达——基于无线电波的物体检测系统
- 爬升率
- 冲压空气涡轮（Ram Air Turbine，RAT）
- 姿态控制发动机
- 反射 (物理学)——改变方向的波前在两个不同媒体之间的一个接口,波阵面返回到介质从它的起源
- 相对论火箭——航天器
- 可重复使用发射系统
- 雷诺数
- RL10火箭发动机
- 火箭——飞行器
- 火箭发动机
- 火箭燃料——一种燃料
- 方向舵
- 跑道 (航空)——机场中供飞机起飞和着陆的带状地域

## S
- 卫星——圍繞行星或其他較小的物體繞行直接繞恆星運行的天體
- 土星 (火箭家族)
- 标量 (物理学)
- 超音速燃烧冲压发动机
- 冲击波
- SI——採用十進制進位的標準度量衡單位系統
- 单点故障
- 单级入轨
- 天钩 (结构)
- 姿态调整 (航天器)
- 太阳帆
- 旋转体
- 固体火箭——一种使用固体燃料的火箭发动机
- 音障
- 太空电梯——提出的空間運輸系統類型
- 航天飞机计划
- 航天飞机主发动机
- 航天飞机轨道器
- 空间站——长期在太空停留的载人航天器
- 太空服
- 太空技术
- 太空运输——2009年瑞士科幻電影
- 航天器——在太空中航行的工具
- 航天器推进
- 空天飞机
- 狭义相对论——物理理论
- 比冲
- 声速——聲波在單位時間內所行進的路徑長
- 固体火箭助推器
- 单级入轨
- 分级燃烧循环

## T
- 温度——表示物體冷熱程度的物理量
- 终端速度
- 航天飞机热防护系统
- 热力学——物理学分支领域
- 推力
- 推进器——將其他形式能量轉化為機械能的裝置
- 轨迹
- 后缘
- 跨音速
- 横波——波的一种，介质振动方向与波行进方向垂直
- 齐奥尔科夫斯基火箭方程

## U
- 不明飞行物——不明来历、不明性质，漂浮及飞行在天空的物体

## V
- V-2火箭
- 可变比冲磁等离子体火箭
- 速度——位移隨時間的變化率
- 粘度计
- 粘度

## W
- 重量
- 风洞
- 机翼——航空器部件
- 莱特飞行器